# 戈登·艾奇逊
戈登·艾奇逊（英語：Gordon Aitchison，1909年6月14日—1990年1月6日），加拿大男子篮球运动员。他曾代表加拿大获得1936年夏季奥运会篮球比赛男子银牌。他于1990年在安大略省温莎去世。